# 阿尔班丘陵站
阿爾班丘陵站（義大利語：Colli Albani）是羅馬地鐵A線的車站，位於羅馬的阿爾班丘陵地區。阿爾班丘陵站開通於1980年2月16日。